# Трофей Санкт-Петербурга по теннису 2022
Трофей Санкт-Петербурга по теннису 2022 (англ. 2022 St. Petersburg Ladies Trophy) — розыгрыш женского профессионального международного теннисного турнира, являющегося частью премьер-серии WTA. В 2022 году соревнование состоится с 7 февраля по 13 февраля в Санкт-Петербурге (Россия) на крытых хардовых кортах СК «Сибур Арена» и ТЦ «Динамо».
Общий призовой фонд турнира составил 703 580 долларов. Титульным спонсором выступило ООО «Газпром экспорт».

## Соревнования
В турнире участвуют 28 игроков в одиночном разряде и 32 игрока (16 пар) в парном разряде.
Среди сеянных спортсменок в турнире согласились участвовать Мария Саккари из Греции, Елена Рыбакина из Казахстана, Анастасия Павлюченкова, Петра Квитова представляющая Чехию.